# Kinzenburg
Kinzenburg település Németországban, Rajna-vidék-Pfalz tartományban. Lakosainak száma 50 fő (2023. december 31.).

## Népesség
A település népességének változása:
| Lakosok száma | 58   | 47   | 45   | 50   | 49   | 50   |
|               | 1975 | 2017 | 2019 | 2021 | 2022 | 2023 |